# Henri Godet
Henri Godet, né le 5 mars 1863 dans le 19e arrondissement de Paris et mort le 14 octobre 1937 à Vincennes, est un sculpteur français.

## Biographie
Il est inhumé au cimetière du Père-Lachaise à Paris (93e division)

## Œuvres exposées auSalon des artistes français
Salon de 1886
- Vanité, buste en terre cuite (n° 3964).

Salon de 1889
- Portrait de Mlle ***, médaillon en bronze (n° 4434).

Salon de 1891
- Portrait de feu M. Margerin, médaillon en bronze (n° 2555). Appartient à l'Association amicale des anciens élèves de l'école Turgot.

Salon de 1892
- Coquette Louis XV, buste en marbre (n° 2646).
- La petite Gaudy, de la Comédie-Française, buste en plâtre (n° 2647).

Salon de 1893
- La Fable et la Vérité, groupe en plâtre (n° 2925).
- Le Rêve, statuette en marbre (n° 2926).

Salon de 1896
- Fête champêtre, statuette en plâtre (n° 3487).
- Le ravissement de Psyché, groupe en bronze (n° 3488) d'après le tableau de William Bouguereau.
- La Nymphe aux oiseaux, buste en bronze et marbre (n° 4037). M. Houbedine, éditeur.

Salon de 1899
- Portrait de feu M. Collignon, médaillon en bronze (n° 4056). Appartient à l'Association amicale des anciens élèves de l'école Turgot.

Salon de 1901
- L'Amour et Psyché, groupe en plâtre (n° 3920).
- Ophélie, buste en marbre (n° 3921).
- Pavot, lampe électrique (n° 4640). Modèle exécuté par le maison Benjel.

Salon de 1902
- Portrait de M. Paul Magnaud, président du tribunal de Château-Thierry, buste en plâtre (n° 2515).
- Portrait de M. Marguery, président de la Chambre syndicale de l'alimentation, buste en bronze (n° 2516).
- L'Humanité, pomme de canne en argent fondu (n° 4008).

Salon de 1903
- Portrait du président Magnaud, buste en marbre (n° 2805) offert au magistrat par souscription. Localisation actuelle inconnue.
- L'Amour et Psyché, groupe en bronze (n° 2806).

Salon de 1905
- À Marsoulan, la ville de Paris reconnaissante, médaille en bronze doré (n° 3791).

Salon de 1906
- La République proclame la Loi dite de Séparation, projet de plaquette (n° 3670).

Salon de 1910
- Monument à la mémoire de Clémence Royer, esquisse de l'ensemble (n° 3610).
- Andromaque, buste en biscuit (n° 3611).

Salon de 1911
- Ma petite Mireille, buste en terre cuite (n° 50).
- Léda, esquisse en terre cuite (n°51).
- Éternel printemps, statuette en marbre (n° 3385).

Salon de 1912
- Essai d'art ancien, groupe en terre cuite (n° 37).
- Essai d'art ancien, groupe en terre cuite (n° 38).
- Clémence Royer, statue en bronze (n° 3576) destinée à la ville de Nantes. Le modèle appartient à l'État.

Salon de 1913
- Andromaque, buste en porcelaine tendre (n° 3541).
- Edelweiss, buste en biscuit (n° 3542).

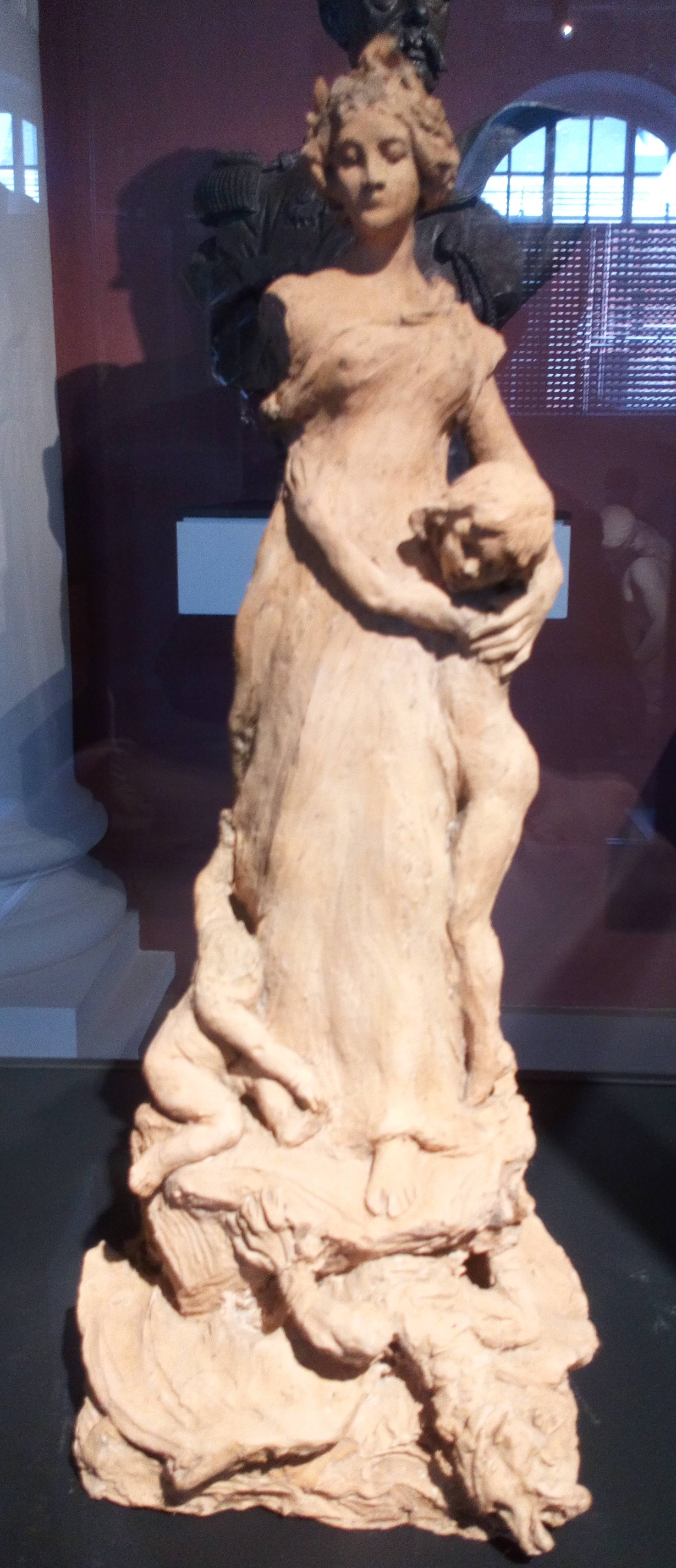
La Libre Pensée par Henri Godet (1904)
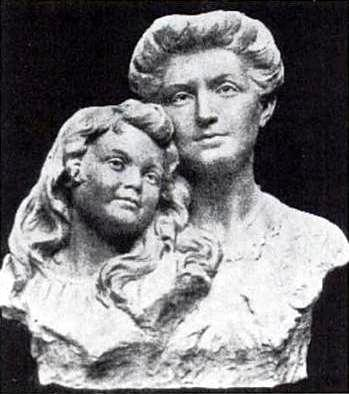
Nelly Roussel et sa fille Mireille (1904)

## Prix
- Médaille de 3ème classe décernée le 1er juillet 1893 par le jury de la section de sculpture du Salon des artistes français.

## Distinctions
- Officier d'Académie (arrêté du ministre de l'Instruction publique et des Beaux-Arts du 16 février 1899).